# Chrysolina kataevi
Chrysolina kataevi é uma espécie de artrópode pertencente à família Chrysomelidae.